# شركة قنوات الاتصالات السعودية
شركة قنوات الاتصالات السعودية (بالانجليزية:channels by stc) سابقًا كانت تُعرف باسم شركة سيل للتوزيع والاتصالات المحدودة (سيلكو) تأسست الشركة في السعودية في يناير 2008 وهي شركة تعمل في خدمات بطاقات الشحن وأجهزة ومعدات الاتصالات وخدمات الحاسب الآلي وبيع خدمات الاتصالات الثابتة والمتنقلة وصيانة وتشغيل المراكز التجارية التابعة لمجموعة الاتصالات السعودية، وتمارس نشاطها التشغيلي في السعودية والبحرين وعمان.

## الإدارة العليا
رئيس مجلس الإدارة CEO : فيصل السابر
الرئيس التنفيذي CEO: فيصل العتيق
المدير المالي CFO : أحمد الفريح (عضو مجلس الإدارة)
يزيد الفارس (عضو مجلس الإدارة)
عبدالعزيز الحيدر (عضو مجلس الإدارة)
عمر الشبيبي (عضو مجلس الإدارة)
أحمد الغامدي (عضو مجلس الإدارة)

## استحواذ شركة اس تي سي
استحوذت شركة الاتصالات السعودية في ديسمبر 2011 على حصة بنسبة 60% من الشركة والبالغ رأسمالها 100 مليون ريال سعودي، وفي يناير 2017 استحوذت على الاسهم المتبقية في الشركة وذلك بمبلغ وقدره 400 مليون ريال سعودي. وبالتالي أصبحت مملوكة بالكامل لشركة الاتصالات السعودية والتابعة حاليا لمجموعة إس تي سي.